# Andrei Rațiu
Andrei Florin Rațiu (* 20. Juni 1998 in Aiud) ist ein rumänisch-spanischer Fußballspieler.

## Karriere

### Verein
Nachdem er in seiner Kindheit früh nach Spanien gekommen war, spielte er erst beim Aguaviva CF dann beim Andorra CF, ehe er in die Jugend des FC Villareal wechselte. Hier durchlief er die weiteren U-Mannschaften und machte zur Spielzeit 2016/17 den Sprung in deren C-Mannschaft, für die er am 20. August 2016 per Einwechslung debütierte. In den folgenden Jahren sammelte er hier eine Reihe von Einsätzen und wechselte zur Spielzeit 2018/19 in die B-Mannschaft. In dieser Saison hatte er dann auch sein Debüt für die erste Mannschaft. Am 18. April 2019 stand er im Viertelfinalrückspiel der Europa League 2018/19 in der Startelf. Nach weiteren zwei Jahren hier wurde er für den Verlauf der Spielrunde 2020/21 in die Niederlande an ADO Den Haag verliehen.
Nach seinem fixen Wechsel zur ersten Mannschaft Ende Januar 2021 wurde er hier dann aber nicht mehr berücksichtigt. So verließ er seinen Jugendklub im Sommer des Jahres und schloss sich der SD Huesca an, mit welcher er nun in der zweiten Liga spielte. Für eine Ablöse von 500.000 € wechselte er Ende August 2023 weiter zu Rayo Vallecano, bei welchem er am 5. November 2023 bei einem 0:0 gegen Real Madrid sein LaLiga-Debüt gab, wo er auch gleich in der Startelf stand und über die kompletten 90 Minuten auf dem Platz blieb.

### Nationalmannschaft
Im September 2019 debütierte er für die rumänische U21-Nationalmannschaft, mit der er ein paar Qualifikationsspiele absolvierte. Mit der U23 machte er ein paar weitere Einsätze ab Juni 2021 und gehörte dann auch zum Olympiakader beim Turnier der Spiele im Jahr 2021. Dort kam er zwei Mal zum Einsatz und schied mit seiner Mannschaft nach der Gruppenphase aus.
Sein Debüt für die rumänische A-Nationalmannschaft hatte er am 2. September 2021 bei einem 2:0-Sieg über Island, während der Qualifikation für die Weltmeisterschaft 2022. Nach einigen weiteren Qualifikationsspielen kam er auch in der Nations League 2022/23 zum Einsatz und darauffolgend auch in fünf von zehn möglichen Partien in der Qualifikationsphase der Europameisterschaft 2024. Später wurde er auch für den finalen Turnier-Kader der Endrunde nominiert.